# Peter Bücken

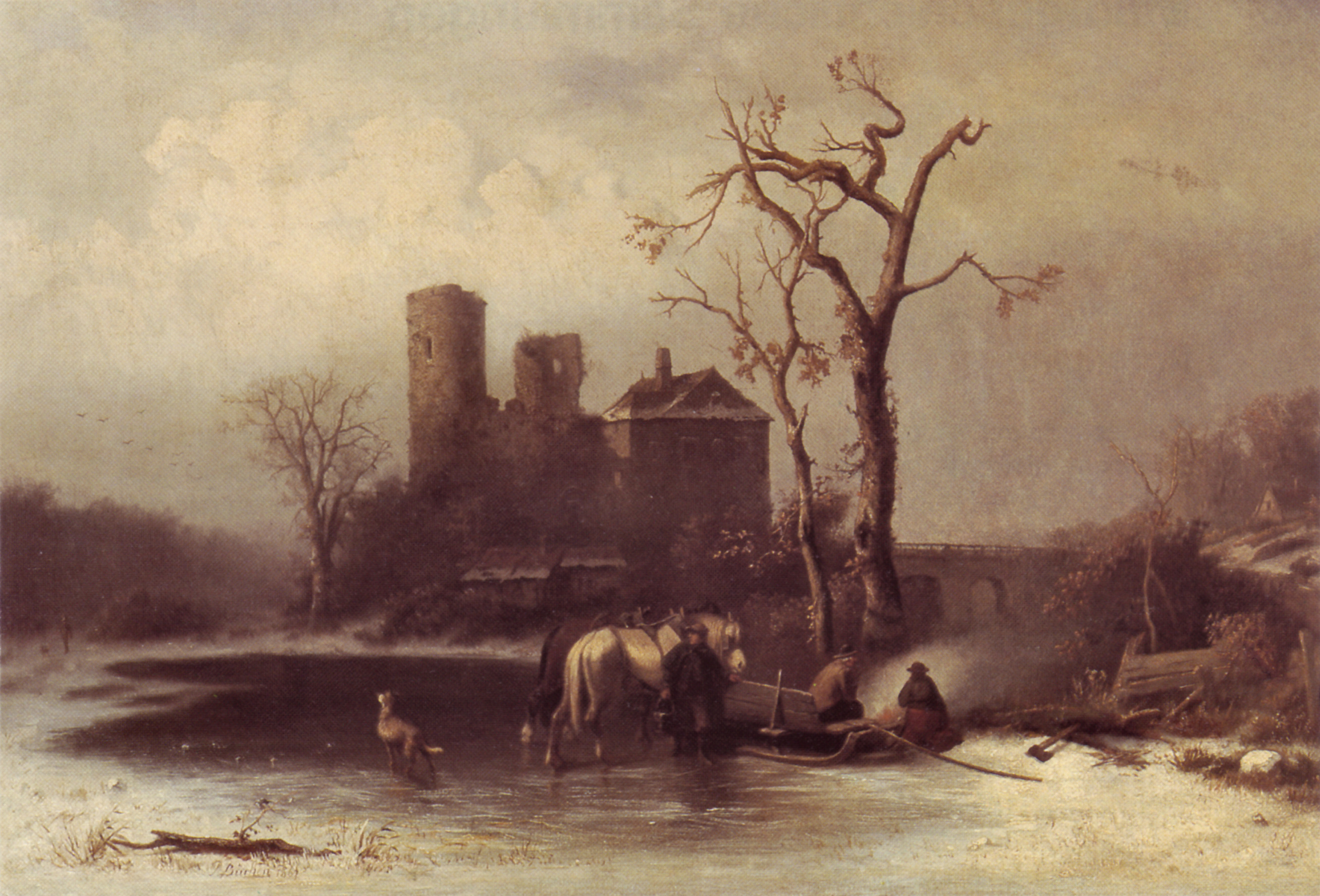
Château de Frankenberg, 1867

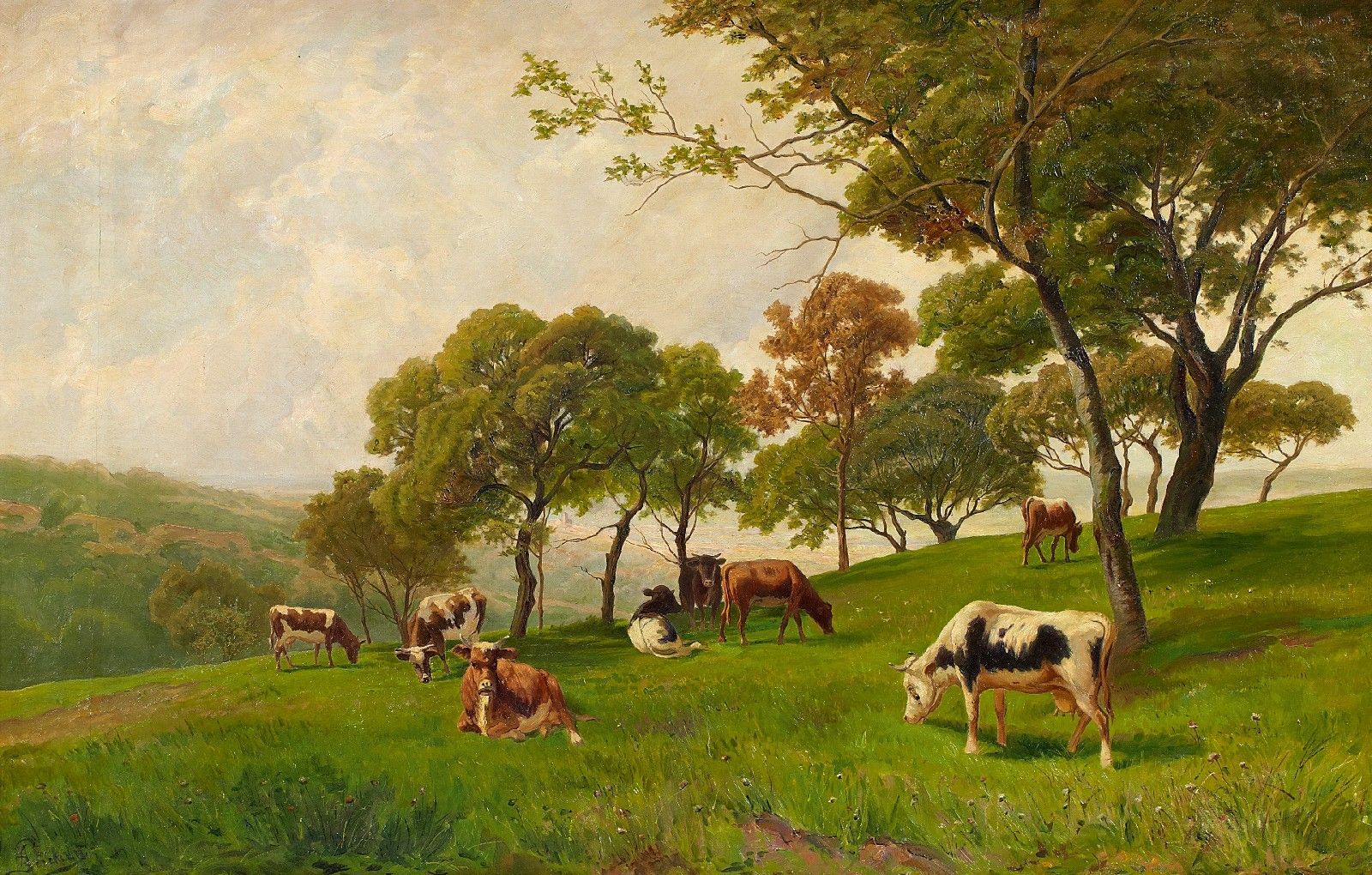
Pâturage de vaches, 1915

Peter Bücken (né le 16 mars 1830 à Burtscheid, mort le 9 août 1915 à Aix-la-Chapelle) est un peintre prussien.

## Biographie
Peter Bücken étudie auprès de Johann Wilhelm Schirmer et Carl Friedrich Lessing à l'Académie des beaux-arts de Düsseldorf, ainsi qu'un an auprès de Eugène Verboeckhoven à Bruxelles. Ensuite il fait un long séjour à Munich pour apprendre de Eduard Schleich, Friedrich Voltz et Carl Spitzweg.
Il revient à Aix-la-Chapelle et fonde sa propre école de peinture. Il s'établit comme peintre paysagiste, notamment de paysages de la vallée du Rhin. Son œuvre de plus de 200 tableaux est caractérisé par des paysages idylliques et des conceptions de la vie de la nature.

## Source, notes et références
- (de) Cet article est partiellement ou en totalité issu de l’article de Wikipédia en allemand intitulé « Peter Bücken » (voir la liste des auteurs).